# Bloderkäse-Sauerkäse AOC
Le bloderkäse et le sauerkäse, appelé localement bloderchäs et le surchäs, sont des fromages produits dans le Toggenburg et le Werdenberg dans le canton de Saint-Gall en Suisse et au Liechtenstein.
Ces fromages sont enregistrés comme AOC sous les noms de werdenberger sauerkäse AOC, liechtensteiner sauerkäse AOC et bloderkäse AOC.

## Spécificités

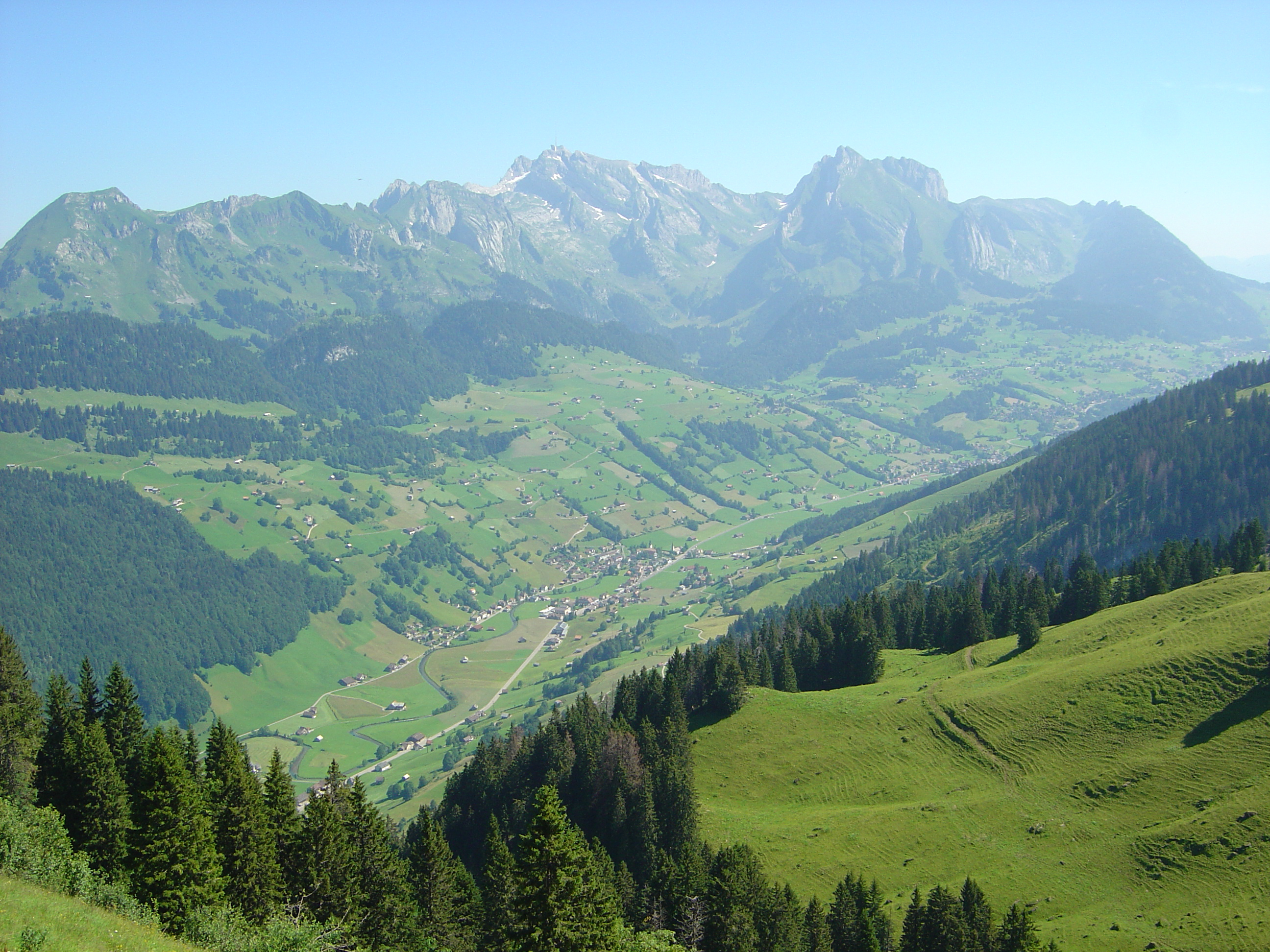
Alt St. Johan et le Säntis, une région de production du bloderkäse-sauerkäse AOC.

Ces fromages sont produits à base de lait de vache écrémé. Le bloderkäse n'est pas affiné alors que le sauerkäse est un fromage affiné à pâte molle. Pendant l'affinage se développe un « couche graisseuse » au centre de sa surface. Cette partie de consistance gélatineuse peut également être consommée. Le poids d'un fromage varie de 100 g à 8 kg et le volume de production est de 47,5 tonnes.
Le bloderkäse-sauerkäse AOC est fabriqué dans les communes St-Galloises de Wartau, Sevelen, Buchs, Grabs, Gams, Sennwald, Wildhaus-Alt Sankt Johann, Stein, Nesslau-Krummenau, Ebnat-Kappel et Amden ainsi que dans toutes les communes du Liechtenstein.